# Bakvattnet, Jämtland
Bakvattnet är en sjö i Strömsunds kommun i Jämtland och ingår i Ångermanälvens huvudavrinningsområde. Sjön har en area på 0,166 kvadratkilometer och ligger 580,8 meter över havet.

## Delavrinningsområde
Bakvattnet ingår i det delavrinningsområde (715799-143820) som SMHI kallar för Utloppet av Bakvattnet. Medelhöjden är 630 meter över havet och ytan är 2,22 kvadratkilometer. Det finns inga avrinningsområden uppströms utan avrinningsområdet är högsta punkten. Vattendraget som avvattnar avrinningsområdet har biflödesordning 4, vilket innebär att vattnet flödar genom totalt 4 vattendrag innan det når havet efter 306 kilometer. Avrinningsområdet består mestadels av skog (85 procent). Avrinningsområdet har 0,23 kvadratkilometer vattenytor vilket ger det en sjöprocent på 10,3 procent.